# Kaniki
Kaniki è un ward dello Zambia, parte della Provincia di Copperbelt e del Distretto di Ndola.